# Saison 2007 de la NFL
Navigation
Édition précédente Édition suivante
La saison 2007 de la NFL est la 88e saison de la National Football League, l'association d'équipes professionnelles américaines de football américain. La NFL est organisée en deux conférences distinctes depuis 1970 : la NFC et l'AFC. Ces deux conférences sont subdivisées en quatre divisions chacune: Est, Ouest, Nord et Sud.  Chaque franchise dispute 16 matches sur 17 semaines lors d'une saison régulière qui a débuté le 6 septembre pour s'achever le 30 décembre. Une phase de playoffs suit la saison régulière pour mener à la finale : le Super Bowl XLII, programmé le 3 février 2008 à Glendale (Arizona).

## Saison régulière

### Organisation de la compétition
La saison régulière 2007 comporte 16 matchs répartis sur 17 semaines consécutives. Chaque équipe dispose donc d'une semaine de repos appelée bye week. Étant donné le faible nombre de matchs, toutes les franchises ne peuvent s'affronter. Pour chaque équipe, la répartition est la suivante :
- 6 matchs contre les autres équipes de la même division (match aller-retour)
- 4 matchs contre les équipes d'une autre division de la même conférence (les divisions se rencontrant changent chaque année)
- 4 matchs contre les équipes d'une autre division de l'autre conférence (les divisions se rencontrant changent chaque année)
- 1 match contre chacune des équipes des deux autres divisions de la même conférence, ayant terminé à la même place la saison passée.

Pour 2007, les rencontres ont été définies sur la base suivante:
Intraconférence
- AFC Est contre AFC Nord
- AFC Ouest contre AFC Sud
- NFC Est contre NFC Nord
- NFC Ouest contre NFC Sud

Interconférence
- AFC Est contre NFC Est
- AFC North contre NFC Ouest
- AFC Sud contre NFC Sud
- AFC Ouest contre NFC Nord

### Classement final par divisions
| Légende : - x : Qualifié pour le tour de wild-card - y : Champion de division devant jouer le tour de wild-card - z : Champion de division dispensé de wild-card - * : Avantage du terrain pendant la phase éliminatoire - Qualifié pour la phase éliminatoire | - V : Victoires - D : Défaites - N : Matchs nuls - % : Pourcentage de victoires, V/(V+D+N) - PP : Points pour - PC : Points contre |

| AFC Est                                        | AFC Est | AFC Est | AFC Est | AFC Est | AFC Est | AFC Est |
| ---------------------------------------------- | ------- | ------- | ------- | ------- | ------- | ------- |
| Franchise                                      | V       | D       | N       | %       | PP      | PC      |
| z, *, (1) - Patriots de la Nouvelle-Angleterre | 16      | 0       | 0       | 100     | 589     | 274     |
| Bills de Buffalo                               | 7       | 9       | 0       | 043,8   | 252     | 354     |
| Jets de New York                               | 4       | 12      | 0       | 025,0   | 268     | 355     |
| Dolphins de Miami                              | 1       | 15      | 0       | 06,3    | 267     | 437     |
| AFC Nord                                       |         |         |         |         |         |         |
| Franchise                                      | V       | D       | N       | %       | PP      | PC      |
| y, (4) Steelers de Pittsburgh                  | 10      | 6       | 0       | 62,5    | 393     | 269     |
| Browns de Cleveland                            | 10      | 6       | 0       | 62,5    | 402     | 382     |
| Bengals de Cincinnati                          | 7       | 9       | 0       | 43,8    | 380     | 385     |
| Ravens de Baltimore                            | 5       | 11      | 0       | 31,3    | 275     | 384     |
| AFC Sud                                        |         |         |         |         |         |         |
| Franchise                                      | V       | D       | N       | %       | PP      | PC      |
| z, *, (2) - Colts d'Indianapolis               | 13      | 3       | 0       | 81,3    | 450     | 262     |
| x, (5) Jaguars de Jacksonville                 | 11      | 5       | 0       | 68,8    | 411     | 304     |
| x, (6) Titans du Tennessee                     | 10      | 6       | 0       | 62,5    | 301     | 297     |
| Texans de Houston                              | 8       | 8       | 0       | 50,0    | 379     | 384     |
| AFC Ouest                                      |         |         |         |         |         |         |
| Franchise                                      | V       | D       | N       | %       | PP      | PC      |
| y, (3) - Chargers de San Diego                 | 11      | 5       | 0       | 68,8    | 412     | 288     |
| Broncos de Denver                              | 7       | 9       | 0       | 43,8    | 320     | 409     |
| Raiders d'Oakland                              | 4       | 12      | 0       | 25,0    | 283     | 398     |
| Chiefs de Kansas City                          | 4       | 12      | 0       | 25,0    | 226     | 335     |

| NFC Est                          | NFC Est | NFC Est | NFC Est | NFC Est | NFC Est | NFC Est | NFC Est |
| -------------------------------- | ------- | ------- | ------- | ------- | ------- | ------- | ------- |
| Franchise                        | V       | D       | N       | %       | PP      | PC      |         |
| z, *, (1) - Cowboys de Dallas    | 13      | 3       | 0       | 81,3    | 455     | 325     |         |
| x, (5) Giants de New York        | 10      | 6       | 0       | 62,5    | 375     | 351     |         |
| x, (6) Redskins de Washington    | 9       | 7       | 0       | 56,3    | 334     | 310     |         |
| Eagles de Philadelphie           | 8       | 8       | 0       | 50,0    | 336     | 300     |         |
| NFC Nord                         |         |         |         |         |         |         |         |
| Franchise                        | V       | D       | N       | %       | PP      | PC      |         |
| z, *, (2) - Packers de Green Bay | 13      | 3       | 0       | 81,3    | 435     | 291     |         |
| Vikings du Minnesota             | 8       | 8       | 0       | 50,0    | 365     | 311     |         |
| Lions de Détroit                 | 7       | 9       | 0       | 43,8    | 346     | 444     |         |
| Bears de Chicago                 | 7       | 9       | 0       | 43,8    | 334     | 348     |         |
| NFC Sud                          |         |         |         |         |         |         |         |
| Franchise                        | V       | D       | N       | %       | PP      | PC      |         |
| y, (4) - Buccaneers de Tampa Bay | 9       | 7       | 0       | 56,3    | 334     | 270     |         |
| Panthers de la Caroline          | 7       | 9       | 0       | 43,8    | 267     | 347     |         |
| Saints de La Nouvelle-Orléans    | 7       | 9       | 0       | 43,8    | 379     | 388     |         |
| Falcons d'Atlanta                | 4       | 12      | 0       | 25,0    | 259     | 414     |         |
| NFC Ouest                        |         |         |         |         |         |         |         |
| Franchise                        | V       | D       | N       | %       | PP      | PC      |         |
| y, (3) - Seahawks de Seattle     | 10      | 6       | 0       | 62,5    | 393     | 291     |         |
| Cardinals de l'Arizona           | 8       | 8       | 0       | 50,0    | 404     | 399     |         |
| 49ers de San Francisco           | 5       | 11      | 0       | 31,3    | 219     | 364     |         |
| Rams de Saint-Louis              | 3       | 13      | 0       | 18,8    | 263     | 438     |         |

### Classements par conférences
Les vainqueurs de divisions sont classés en tête et indiqués en gras.

#### AFC
1. New England (16-0)
2. Indianapolis (13-3)
3. San Diego (11-5)
4. Pittsburgh (10-6)
5. Jacksonville (11-5)
6. Tennessee (10-6)

Les Titans du Tennessee prennent la 6e place, aux dépens des Browns de Cleveland, car ils ont un meilleur bilan (4-1 contre 3-2) face à leurs adversaires communs : Cincinnati, Oakland, Houston et N.Y. Jets.

#### NFC
1. Dallas (13-3)
2. Green Bay (13-3)
3. Seattle (10-6)
4. Tampa Bay (9-7)
5. N.Y. Giants (10-6)
6. Washington (9-7)

### Principaux matchs de la saison régulière
| - New Orleans Saints - Indianapolis Colts : 10-41 - Philadelphia Eagles - Green Bay Packers : 13-16 - Kansas City Chiefs - Houston Texans : 3-20 - Atlanta Falcons - Minnesota Vikings : 3-24 - New England Patriots - N.Y. Jets : 38-14 - Denver Broncos - Buffalo Bills : 15-14 - Miami Dolphins - Washington Redskins : 13-16 - Pittsburgh Steelers - Cleveland Browns : 34-7 - Carolina Panthers - Saint-Louis Rams : 27-13 - Tennessee Titans - Jacksonville Jaguars : 13-10 - Detroit Lions - Oakland Raiders : 36-21 - Tampa Bay Buccanners - Seattle Seahawks : 6-20 - Chicago Bears - San Diego Chargers : 3-14 - N.Y. Giants - Dallas Cowboys : 35-45 - Baltimore Ravens - Cincinnati Bengals : 20-27 - Arizona Cardinals - San Francisco 49ers : 17-20 | - Houston Texans - Carolina Panthers : 34-21 - New Orleans Saints - Tampa Bay Bucanners : 14-31 - Indianapolis Colts - Tennessee Titans : 22-20 - San Francisco 49ers - Saint-Louis Rams : 17-16 - Atlanta Falcons - Jacksonville Jaguars : 7-13 - Green Bay Packers - New York Giants : 35-13 - Buffalo Bills - Pittsburgh Steelers : 3-26 - Cincinnati Bengals - Cleveland Browns : 45-51 - Seattle Seahawks - Arizona Cardinals : 20-23 - Dallas Cowboys - Miami Dolphins : 37-20 - Minnesota Vikings - Detroit Lions : 17-20 - New York Jets - Baltimore Ravens : 13-20 - Oakland Raiders - Denver Broncos : 20-23 - Kansas City Chiefs - Chicago Bears : 10-20 - San Diego Chargers - New England Patriots : 14-38 - Washington Redskins - Philadelphie Eagles : 20-12 |

| - Minnesota Vikings - Kansas City Chiefs : 10-13 - Saint-Louis Rams - Tampa Bay Buccaneers : 3-24 - Miami Dolphins - New York Jets : 28-31 - Détroit Lions - Philadelphie Eagles : 21-56 - Indianapollis Colts - Houston Texans : 30-24 - San Diego Chargers - Green Bay Packers : 24-31 - Arizona Cardinals - Baltimore Ravens : 23-26 - San Francisco 49ers - Pittsburgh Steelers : 16-37 - Buffalo Bills - New England Patriots : 7-38 - Jacksonville Jaguars - Denver Broncos : 23-14 - Cleveland Browns - Oakland Raiders : 24-26 - Cincinnati Bengals - Seattle Seahawks : 21-24 - Carolina Panthers - Atlanta Falcons : 27-20 - New York Giants - Washington Redskins : 24-17 - Dallas Cowboys - Chicago Bears : 34-10 - Tennessee Titans - New Orleans Saints : 31-14 | Congé : Jacksonville Jaguars, New Orleans Saints, Tennessee Titans et Washington Redskins - Houston Texans - Atlanta Falcons : 16-26 - Saint-Louis Rams - Dallas Cowboys : 7-35 - Oakland Raiders - Miami Dolphins : 35-17 - Green Bay Packers - Minnesota Vikings : 23-16 - Chicago Bears - Détroit Lions : 27-37 - New York Jets - Buffalo Bills : 14-17 - Baltimore Ravens - Cleveland Browns : 13-27 - Tampa Bay Buccanneers - Carolina Panthers : 20-7 - Seattle Seahawks - San Francisco 49ers : 23-3 - Pittsburgh Steelers - Arizona Cardinals : 14-21 - Denver Broncos - Indianapollis Colts : 20-38 - Kansas City Chiefs - San Diego Chargers : 30-16 - Philadelphie Eagles - New York Giants : 3-16 - New England Patriots - Cincinnati Bengals : 34-13 |

| Congé : Bengals de Cincinnati, Vikings du Minnesota, Raiders d'Oakland et Eagles de Philadelphie - Miami Dolphins - Houston Texans : 19-22 - Détroit Lions - Washington Redskins : 3-34 - Caroline Panthers - Nouvelle-Orléans Saints : 16-13 - New York Jets - New York Giants : 24-35 - Seattle Seahawks - Pittsburgh Steelers : 0-21 - Atlanta Falcons - Tennessee Titans : 13-20 - Arizona Cardinals - Saint-Louis Rams : 34-31 - Cleveland Browns - Nouvelle-Angleterre Patriots : 17-34 - Jacksonville Jaguars - Kansas City Chiefs : 17-7 - Tampa Bay Buccaners - Indianapolis Colts : 14-33 - San Diego Chargers - Denver Broncos : 41-3 - Baltimore Ravens - San Francisco 49ers : 9-7 - Chicago Bears-- Green Bay Packers : 27-20 - Dallas Cowboys - Buffalo Bills : 25-24 | Congé : Bills de Buffalo, Broncos de Denver, Lions de Détroit, Colts d'Indianapolis, Steelers de Pittsburgh et 49ers de San Francisco - Saint-Louis Rams - Baltimore Ravens : 3-22 - Tennessee Titans - Tampa Bay Buccaneers : 10-13 - Philadelphie Eagles - New York Jets : 16-9 - Miami Dolphins - Cleveland Browns : 31-41 - Washington Redskins - Green Bay Packers : 14-17 - Cincinnati Bengals - Kansas City Chiefs : 20-27 - Houston Texans - Jacksonville Jaguars : 17-37 - Minnesota Vikings - Chicago Bears : 34-31 - Caroline Panthers - Arizona Cardinals : 25-10 - Nouvelle-Angleterre Patriots - Dallas Cowboys: 48-27 - Oakland Raiders - San Diego Chargers : 14-28 - Nouvelle-Orléans Saints - Seattle Seahawks : 28-17 - New York Giants - Atlanta Falcons : 31-10 |

À l'issue de la 6e journée, il ne reste que deux équipes invaincues : les Indianapolis Colts et New England Patriots. Les Patriots ont battu les Dallas Cowboys qui étaient invaincus après cinq journées.
| - Jacksonville - Indianapolis : 7-29 - Miami - New England : 28-49 | - Carolina - Indianapolis : 7-31 - New England - Washington : 52-7 - Denver - Green Bay : 13-19 - Miami - N.Y. Giants : 10-13 |

Le match opposant les Dolphins de Miami aux Giants de New York s'est disputé au Wembley Stadium (Angleterre), dans le cadre de la série internationale : c'est le deuxième match de saison régulière qui se déroule hors Amérique du Nord. Green Bay l'emporte en prolongation grâce à un touchdown de 82 yards sur une passe monumentale de Brett Favre.
| - Indianapolis - New England : 20-24 - Kansas City - Green Bay : 22-33 - Tennessee - Carolina : 20-7 - Pittsburgh - Baltimore : 38-7 | - Tennessee - Jacksonville : 13-28 - Pittsburgh - Cleveland : 31-28 - N.Y. Giants - Dallas : 20-31 - San Diego - Indianapolis : 23-21 |

Les Patriots de New England battent les Colts d'Indianapolis et deviennent la seule franchise invaincue de la saison régulière. Les Colts perdent un second match en semaine 10.
| - Indianapolis - Kansas City : 13-10 - Green Bay - Carolina : 31-17 - Dallas - Washington : 28-23 - Buffalo - New England : 10-56 - Jacksonville - San Diego : 24-17 | - Detroit - Green Bay : 26-37 - Atlanta - Indianapolis : 13-31 - Dallas - N.Y. Jets : 34-3 - Cincinnati - Tennessee : 35-6 - Jacksonville - Buffalo : 36-14 - New England - Philadelphia : 31-28 - Pittsburgh - Miami : 3-0 - St. Louis - Seattle : 19-24 - N.Y. Giants - Minnesota : 17-41 - Tampa Bay - Washington : 19-13 - San Diego - Baltimore : 32-14 |

Les Patriots sont les premiers qualifiés en playoffs de division grâce à la défaite de Buffalo.
| - Green Bay - Dallas : 27-37 - Indianapolis - Jacksonville : 28-25 - Kansas City - San Diego : 10-24 - Philadelphia - Seattle : 24-28 - Chicago - N.Y. Giants : 16-21 - New Orleans - Tampa Bay : 23-27 - Pittsburgh - Cincinnati : 24-10 - Baltimore - New England : 24-27 | - Detroit - Dallas : 27-28 - Tennessee - San Diego : 17-23 - N.Y. Giants - Philadelphia : 16-13 - Jacksonville - Carolina : 37-6 - New England - Pittsburgh : 34-13 - Baltimore - Indianapolis : 20-44 - Green Bay - Oakland : 38-7 |

Les Patriots de New England sont passés près de la défaite à Baltimore, lors de la 13e semaine, dépassant les Ravens au score grâce à un touchdown marqué à 44 secondes de la fin du match. Ils battent ensuite les Steelers de Pittsburgh et deviennent ainsi la 5e franchise qui obtient un bilan de 13-0 en saison régulière. Les Patriots rejoignent les Chicago Bears de 1934, Miami Dolphins de 1972, Denver Broncos de 1998 et Indianapolis Colts de 2005.
Les Packers de Green Bay sont champions 2007 de leur division avec d’ores et déjà une forte avance sur leur suivant.
| - New England - N.Y. Jets : 20-10 - Cleveland - Buffalo : 8-0 - St. Louis - Green Bay : 14-33 - Pittsburgh - Jacksonville : 22-29 - Tampa Bay - Atlanta : 37-3 - Dallas - Philadelphia : 6-10 - Carolina - Seattle : 13-10 - Miami - Baltimore : 22-16 - San Diego - Detroit : 51-14 - N.Y. Giants - Washington : 10-22 - Oakland - Indianapolis : 14-21 | - St. Louis - Pittsburgh : 24-41 - Carolina - Dallas : 13-20 - Buffalo - N.Y. Giants : 21-38 - Chicago - Green Bay : 35-7 - Cincinnati - Cleveland : 19-14 - Indianapolis - Houston : 38-15 - Jacksonville - Oakland : 49-11 - San Francisco - Tampa Bay : 21-19 - New England - Miami : 28-7 - Seattle - Baltimore : 27-6 - San Diego - Denver : 23-3 |

Lors de la 15e semaine, les Miami Dolphins gagnent leur premier match de la saison face aux Baltimore Ravens, évitant ainsi une saison vierge en victoire.
Le 16 décembre 2007, Brett Favre bat le record de yards à la passe en NFL avec 61 405 yards, le record était détenu par Dan Marino avec 61 361 yards.
Les Patriots de New England restent invaincus à l'issue de la 16e semaine et de leur 15e match, c'est la première franchise qui réalise cette performance dans l'histoire de la NFL.

#### Semaine 17
- N.Y. Giants - New England : 35-38
- Baltimore - Pittsburgh : 27-21
- Washington - Dallas : 27-6
- Tampa Bay - Carolina : 23-31
- Indianapolis - Tennessee : 10-16
- Cleveland - San Francisco : 20-7
- Houston - Jacksonville : 42-28
- Atlanta - Seattle : 44-41
- Green Bay -Detroit : 34-13
- Oakland - San Diego : 17-30
- Chicago - New Orleans : 33-25

Les Patriots de New England ont réussi l'exploit de remporter leur 16e match et de terminer invaincus avec un bilan de 16 victoires, le samedi 29 décembre, ils sont les premiers à réussir cette performance en saison régulière dans l'histoire de la NFL bien qu'en 1972, les Dolphins de Miami aient également réussi la saison parfaite, mais avec seulement 14 matchs de saison régulière à cette époque. En raison de l'importance de ce match, CBS et NBC avaient acquis le droit de retransmettre la rencontre en plus de la chaine câblée NFL qui était la seule initialement à avoir les droits. Pour la première fois de l'histoire des retransmissions télévisées, trois chaînes ont eu le droit de retransmettre en direct un match de NFL.
Les Titans du Tennessee battent les Colts d'Indianapolis et se qualifient pour les playoffs, les Browns de Cleveland sont éliminés. L'autre place de wild card est remportée par les Redskins de Washington aux dépens des Vikings du Minnesota et des Saints de New Orleans.

## Changements d'entraineurs avant la saison
| Équipe                 | Ancien entraîneur    | Raison du départ                          | Nouvel entraîneur |
| ---------------------- | -------------------- | ----------------------------------------- | ----------------- |
| Falcons d'Atlanta      | Jim Mora (en)        | renvoyé                                   | Bobby Petrino     |
| Cardinals de l'Arizona | Dennis Green         | renvoyé                                   | Ken Wisenhunt     |
| Cowboys de Dallas      | Bill Parcells        | renvoyé                                   | Wade Phillips     |
| Dolphins de Miami      | Nick Saban           | nommé entraîneur à l'Université d'Alabama | Cam Cameron       |
| Raiders d'Oakland      | Art Shell            | renvoyé                                   | Lane Kiffin       |
| Steelers de Pittsburgh | Bill Cowher          | retraite                                  | Mike Tomlin       |
| Chargers de San Diego  | Marty Schottenheimer | renvoyé                                   | Norv Turner       |

## Statistiques individuelles

### Meilleursquarterbacks[4]
| - Évaluation - 1. Tom Brady (Patriots) : 117.2 - 2. Ben Roethlisberger (Steelers) : 104.1 - 3. David Garrard (Jaguars) : 102.2 - 4. Peyton Manning (Colts) : 98.0 - 5. Tony Romo (Cowboys) : 97.4 | - Total de yards - 1. Tom Brady (Patriots) : 4806 - 2. Drew Brees (Saints) : 4423 - 3. Tony Romo (Cowboys) : 4211 - 4. Brett Favre (Packers) : 4155 - 5. Carson Palmer (Bengals) : 4131 | - Nombre de touchdowns - 1. Tom Brady (Patriots) : 50 - 2. Tony Romo (Cowboys) : 36 - 3. Ben Roethlisberger (Steelers) : 32 - 4. Peyton Manning (Colts) : 31 - 5. Derek Anderson (Browns) : 29 |

### Meilleurswide receivers
| - Total de yards - 1. Reggie Wayne (Colts) : 1510 - 2. Randy Moss (Patriots) : 1493 - 3. Chad Ocho Cinco (Bengals) : 1440 - 4. Larry Fitzgerald (Cardinals) : 1409 - 5. Terrell Owens (Cowboys) : 1355 | - Nombre de touchdowns - 1. Randy Moss (Patriots) : 23 - 2. Braylon Edwards (Browns) : 16 - 3. Terrell Owens (Cowboys) : 15 - 4. T. J. Houshmandzadeh (Bengals) : 12 4. Plaxico Burress (Giants) 4. Greg Jennings (Packers) |

### Meilleursrunning backs
| - Total de yards - 1. LaDainian Tomlinson (Chargers) : 1474 - 2. Adrian Peterson (Vikings) : 1341 - 3. Brian Westbrook (Eagles) : 1333 - 4. Willie Parker (Steelers) : 1316 - 5. Jamal Lewis (Browns) : 1304 | - Nombre de touchdowns - 1. LaDainian Tomlinson (Chargers) : 18 - 2. Joseph Addai (Colts) : 12 2. Adrian Peterson (Vikings) - 4. Marion Barber (Cowboys) : 10 |

## Récompenses individuelles
- MVP de la saison : Tom Brady (Patriots), quarterback
- Coach de l'année : Bill Belichick (Patriots)
- Joueur Offensif de l'année : Tom Brady (Patriots)
- Joueur Défensif de l'année : Bob Sanders (Colts), safety
- Rookie Offensif de l'année : Adrian Peterson (Vikings), running back
- Rookie Défensif de l'année : Patrick Willis (49ers), linebacker
- Comeback NFL de l'année : Greg Ellis (Cowboys)
- MVP du Super Bowl XLII : Eli Manning (Giants), quarterback

## SélectionAll Pro
C'est l'équipe type de la saison désignée par Associated Press.
| Position         | Joueur                                                  |
| ---------------- | ------------------------------------------------------- |
| Quarterback      | Tom Brady (Patriots)                                    |
| Running back     | LaDainian Tomlinson (Chargers) Brian Westbrook (Eagles) |
| Fullback         | Lorenzo Neal (Chargers)                                 |
| Wide receiver    | Randy Moss (Patriots) Terrell Owens (Cowboys)           |
| Tight end        | Jason Witten (Cowboys)                                  |
| Offensive tackle | Matt Light (Patriots) Walter Jones (Seahawks)           |
| Offensive guard  | Steve Hutchinson (Vikings) Alan Faneca (Steelers)       |
| Centre           | Jeff Saturday (Colts)                                   |

| Position           | Joueur                                                |
| ------------------ | ----------------------------------------------------- |
| Defensive end      | Jared Allen (Chiefs) Patrick Kerney (en) (Seahawks)   |
| Defensive Tackle   | Albert Haynesworth (Titans) Kevin Williams (Vikings)  |
| Outside Linebacker | DeMarcus Ware (Cowboys) Mike Vrabel (Patriots)        |
| Inside Linebacker  | Patrick Willis (49ers) Lofa Tatupu (Seahawks)         |
| Cornerback         | Asante Samuel (Patriots) Antonio Cromartie (Chargers) |
| Safety             | Bob Sanders (Colts) Ed Reed (Ravens)                  |

| Position      | Joueur                    |
| ------------- | ------------------------- |
| Kicker        | Rob Bironas (en) (Titans) |
| Punter        | Andy Lee (49ers)          |
| Kick returner | Devin Hester (Bears)      |

## Playoffs

### Tableau du tour final
|  | Tour de Wild card | Tour de Wild card | Tour de Wild card   |                     |              | Tour de Division | Tour de Division | Tour de Division |    |  | Finales de Conférence | Finales de Conférence | Finales de Conférence |    |  | Super Bowl XLII | Super Bowl XLII | Super Bowl XLII |
|  |                   |                   |                     |                     |              |                  |                  |                  |    |  |                       |                       |                       |    |  |                 |                 |                 |
|  | 5                 | NY Giants         | 24                  |                     |              |                  |                  |                  |    |  |                       |                       |                       |    |  |                 |                 |                 |
|  | 4                 | Tampa Bay         | 14                  |                     |              |                  |                  |                  |    |  |                       |                       |                       |    |  |                 |                 |                 |
|  | 4                 | Tampa Bay         | 14                  |                     | 5            | NY Giants        | 21               |                  |    |  |                       |                       |                       |    |  |                 |                 |                 |
|  |                   |                   |                     |                     | 5            | NY Giants        | 21               |                  |    |  |                       |                       |                       |    |  |                 |                 |                 |
|  |                   |                   | 2                   | Dallas              | 17           |                  |                  |                  |    |  |                       |                       |                       |    |  |                 |                 |                 |
|  |                   |                   | 2                   | Dallas              | 17           |                  |                  |                  |    |  |                       |                       |                       |    |  |                 |                 |                 |
|  |                   |                   |                     |                     |              |                  |                  |                  |    |  |                       |                       |                       |    |  |                 |                 |                 |
|  |                   |                   |                     |                     |              |                  |                  |                  |    |  |                       |                       |                       |    |  |                 |                 |                 |
|  |                   |                   |                     |                     |              |                  | 5                | NY Giants        | 23 |  |                       |                       |                       |    |  |                 |                 |                 |
|  | NFC               |                   |                     |                     |              |                  | 5                | NY Giants        | 23 |  |                       |                       |                       |    |  |                 |                 |                 |
|  |                   | 1                 | Green Bay           | 20                  |              |                  |                  |                  |    |  |                       |                       |                       |    |  |                 |                 |                 |
|  | 6                 | 1                 | Green Bay           | 20                  | Washington   | 14               |                  |                  |    |  |                       |                       |                       |    |  |                 |                 |                 |
|  | 6                 |                   |                     |                     | Washington   | 14               |                  |                  |    |  |                       |                       |                       |    |  |                 |                 |                 |
|  | 3                 | Seattle           | 35                  |                     |              |                  |                  |                  |    |  |                       |                       |                       |    |  |                 |                 |                 |
|  | 3                 | Seattle           | 35                  |                     | 3            | Seattle          | 20               |                  |    |  |                       |                       |                       |    |  |                 |                 |                 |
|  |                   |                   |                     |                     | 3            | Seattle          | 20               |                  |    |  |                       |                       |                       |    |  |                 |                 |                 |
|  |                   |                   | 1                   | Green Bay           | 42           |                  |                  |                  |    |  |                       |                       |                       |    |  |                 |                 |                 |
|  |                   |                   | 1                   | Green Bay           | 42           |                  |                  |                  |    |  |                       |                       |                       |    |  |                 |                 |                 |
|  |                   |                   |                     |                     |              |                  |                  |                  |    |  |                       |                       |                       |    |  |                 |                 |                 |
|  |                   |                   |                     |                     |              |                  |                  |                  |    |  |                       |                       |                       |    |  |                 |                 |                 |
|  |                   |                   |                     |                     |              |                  |                  |                  |    |  |                       | 5                     | NY Giants             | 17 |  |                 |                 |                 |
|  |                   |                   |                     |                     |              |                  |                  |                  |    |  |                       |                       |                       |    |  |                 |                 |                 |
|  |                   | 1                 | Nouvelle-Angleterre | 14                  |              |                  |                  |                  |    |  |                       |                       |                       |    |  |                 |                 |                 |
|  | 6                 | 1                 | Nouvelle-Angleterre | 14                  | Tennessee    | 6                |                  |                  |    |  |                       |                       |                       |    |  |                 |                 |                 |
|  | 6                 |                   |                     |                     | Tennessee    | 6                |                  |                  |    |  |                       |                       |                       |    |  |                 |                 |                 |
|  | 3                 | San Diego         | 17                  |                     |              |                  |                  |                  |    |  |                       |                       |                       |    |  |                 |                 |                 |
|  | 3                 | San Diego         | 17                  |                     | 3            | San Diego        | 28               |                  |    |  |                       |                       |                       |    |  |                 |                 |                 |
|  |                   |                   |                     |                     | 3            | San Diego        | 28               |                  |    |  |                       |                       |                       |    |  |                 |                 |                 |
|  |                   |                   | 2                   | Indianapolis        | 24           |                  |                  |                  |    |  |                       |                       |                       |    |  |                 |                 |                 |
|  |                   |                   | 2                   | Indianapolis        | 24           |                  |                  |                  |    |  |                       |                       |                       |    |  |                 |                 |                 |
|  |                   |                   |                     |                     |              |                  |                  |                  |    |  |                       |                       |                       |    |  |                 |                 |                 |
|  |                   |                   |                     |                     |              |                  |                  |                  |    |  |                       |                       |                       |    |  |                 |                 |                 |
|  |                   |                   |                     |                     |              |                  | 3                | San Diego        | 12 |  |                       |                       |                       |    |  |                 |                 |                 |
|  | AFC               |                   |                     |                     |              |                  | 3                | San Diego        | 12 |  |                       |                       |                       |    |  |                 |                 |                 |
|  |                   | 1                 | Nouvelle-Angleterre | 21                  |              |                  |                  |                  |    |  |                       |                       |                       |    |  |                 |                 |                 |
|  | 5                 | 1                 | Nouvelle-Angleterre | 21                  | Jacksonville | 31               |                  |                  |    |  |                       |                       |                       |    |  |                 |                 |                 |
|  | 5                 |                   |                     |                     | Jacksonville | 31               |                  |                  |    |  |                       |                       |                       |    |  |                 |                 |                 |
|  | 4                 | Pittsburgh        | 29                  |                     |              |                  |                  |                  |    |  |                       |                       |                       |    |  |                 |                 |                 |
|  | 4                 | Pittsburgh        | 29                  |                     | 5            | Jacksonville     | 20               |                  |    |  |                       |                       |                       |    |  |                 |                 |                 |
|  |                   |                   |                     |                     | 5            | Jacksonville     | 20               |                  |    |  |                       |                       |                       |    |  |                 |                 |                 |
|  |                   |                   | 1                   | Nouvelle-Angleterre | 31           |                  |                  |                  |    |  |                       |                       |                       |    |  |                 |                 |                 |
|  |                   |                   | 1                   | Nouvelle-Angleterre | 31           |                  |                  |                  |    |  |                       |                       |                       |    |  |                 |                 |                 |
|  |                   |                   |                     |                     |              |                  |                  |                  |    |  |                       |                       |                       |    |  |                 |                 |                 |

### Détail des rencontres du tour final

#### Tour deWild Card
Ce tour de repêchage qualifie quatre équipes qui rejoindront les quatre équipes qualifiées directement grâce à un meilleur classement à l'issue de la saison régulière (les deux meilleures de AFC et les deux meilleures de NFC).
- Samedi 5 janvier 2008

NFC: Seahawks de Seattle - Redskins de Washington
Match joué au Qwest field de Seattle à 16 h 15 (heure de l'Est)
| Quart-temps | 1 | 2 | 3 | 4  | Total |
| ----------- | - | - | - | -- | ----- |
| Seattle     | 7 | 3 | 3 | 22 | 35    |
| Washington  | 0 | 0 | 0 | 14 | 14    |

AFC: Steelers de Pittsburgh - Jaguars de Jacksonville
Match joué au Heinz Field de Pittsburgh à 20 h 30 (heure de l'Est)
| Quart-temps  | 1 | 2  | 3 | 4  | Total |
| ------------ | - | -- | - | -- | ----- |
| Pittsburgh   | 7 | 0  | 3 | 19 | 29    |
| Jacksonville | 7 | 14 | 7 | 3  | 31    |

- Dimanche 6 janvier 2008

NFC: Buccaneers de Tampa Bay - Giants de New York
Match joué au Raymond James Stadium à Tampa à 13 heures (heure de l'Est)
| Quart-temps | 1 | 2  | 3 | 4 | Total |
| ----------- | - | -- | - | - | ----- |
| Tampa Bay   | 7 | 0  | 0 | 7 | 14    |
| N.Y. Giants | 0 | 14 | 3 | 7 | 24    |

AFC: Chargers de San Diego - Titans du Tennessee
Match joué  au Qualcoom Stadium à San Diego à 16 h 15 (heure de l'Est)
| Quart-temps | 1 | 2 | 3  | 4 | Total |
| ----------- | - | - | -- | - | ----- |
| San Diego   | 0 | 0 | 10 | 7 | 17    |
| Tennessee   | 3 | 3 | 0  | 0 | 6     |

#### Tour de Division
- Samedi 12 janvier 2008

NFC: Packers de Green Bay - Seahawks de Seattle
Match joué au Lambeau Field de Green Bay à 16 h 30 (Heure de l'est)
| Quart-temps | 1  | 2  | 3 | 4 | Total |
| ----------- | -- | -- | - | - | ----- |
| Green Bay   | 14 | 14 | 7 | 7 | 42    |
| Seattle     | 14 | 3  | 3 | 0 | 20    |

AFC: Jaguars de Jacksonville - Patriots de la Nouvelle-Angleterre
Match joué au Gillette Stadium à Foxboro à 20 h 30 (Heure de l'est)
| Quart-temps  | 1 | 2 | 3  | 4 | Total |
| ------------ | - | - | -- | - | ----- |
| Jacksonville | 7 | 7 | 3  | 3 | 20    |
| New England  | 7 | 7 | 14 | 3 | 31    |

- Dimanche 13 janvier 2008

NFC: Giants de New York - Cowboys de Dallas
Match joué au Texas Stadium à Irving à 13 heures (Heure de l'est)
| Quart-temps | 1 | 2  | 3 | 4 | Total |
| ----------- | - | -- | - | - | ----- |
| N.Y. Giants | 7 | 7  | 0 | 7 | 21    |
| Dallas      | 0 | 14 | 3 | 0 | 17    |

AFC: Chargers de San Diego - Colts d'Indianapolis
Match joué au RCA dome à Indianapollis à 16 h 30 (Heure de l'est)
| Quart-temps  | 1 | 2 | 3  | 4 | Total |
| ------------ | - | - | -- | - | ----- |
| San Diego    | 0 | 7 | 14 | 7 | 28    |
| Indianapolis | 7 | 3 | 7  | 7 | 24    |

#### Finales de Conférence
- Dimanche 20 janvier 2008

NFC: Giants de New York  - Packers de Green Bay
| Quart-temps | 1 | 2  | 3  | 4 | Total |    |
| ----------- | - | -- | -- | - | ----- | -- |
| N.Y. Giants | 3 | 3  | 14 | 0 | 3     | 23 |
| Green Bay   | 0 | 10 | 7  | 3 | 0     | 20 |

AFC: Chargers de San Diego - Patriots de la Nouvelle-Angleterre
| Quart-temps | 1 | 2  | 3 | 4 | Total |
| ----------- | - | -- | - | - | ----- |
| San Diego   | 3 | 6  | 3 | 0 | 12    |
| New England | 0 | 14 | 0 | 7 | 21    |

#### Super Bowl XLII
- Dimanche 3 février 2008, joué à Phoenix

Giants de New York - Patriots de la Nouvelle-Angleterre
| Quart-temps | 1 | 2 | 3 | 4  | Total |
| ----------- | - | - | - | -- | ----- |
| N.Y. Giants | 3 | 0 | 0 | 14 | 17    |
| New England | 0 | 7 | 0 | 7  | 14    |